# Raylyn Nuss
Raylyn Nuss (* 5. Januar 1991) ist eine US-amerikanische Cyclocrossfahrerin.

## Sportlicher Werdegang
Nuss betrieb während ihrer Studienzeit Basketball und Triathlon. Erst 2017, mit 26 Jahren, kam sie zum Cyclocross. 2020 kündigte sie ihre Arbeit als Wissenschaftlerin bei Pfizer, um sich dem Sport zu widmen, und gründete ihr eigenes Team. 2021 und 2022 wurde sie jeweils Panamerika-Meisterin; bei den US-Meisterschaften war sie von 2021 bis 2024 jeweils Zweite oder Dritte. Ihre beste Platzierung im UCI-Cyclocross-Weltcup war der 12. Rang in Waterloo 2022. Von 2022 bis 2024 vertrat sie die USA jeweils bei den Cyclocross-Weltmeisterschaften, wobei sie 2022 den 15. Rang erreichte.

## Erfolge
2021/2022
 Panamerika-Meisterin
2022/2023
 Panamerika-Meisterin